# Campionatul Național de Fotbal al României 1923-1924
Sezonul 1923-1924 al Campionatului Național a fost cea de-a 12-a ediție a Campionatului de Fotbal al României. Chinezul Timișoara a devenit campioană pentru a treia oară în istoria sa, devenind astfel cea mai titrată echipă de fotbal din România la acea vreme.

## Faza națională

### Runda preliminară
| 13 iulie 1924 | Mureșul Târgu Mureș | 4 – 0 | Șoimii Sibiu | Târgu Mureș |
| 13 iulie 1924 |                     |       |              | Târgu Mureș |

### Sferturi de finală
| 20 iulie 1924 | Mureșul Târgu Mureș | 3 – 1 | Venus București | Târgu Mureș |
| 20 iulie 1924 |                     |       |                 | Târgu Mureș |

| 20 iulie 1924 | CA Oradea | 0 – 0 | Universitatea Cluj | Oradea |
| 20 iulie 1924 |           |       |                    | Oradea |

Rejucare
| 24 iulie 1924 | Universitatea Cluj | 0 – 3 | CA Oradea | Cluj |
| 24 iulie 1924 |                    |       |           | Cluj |

| 27 iulie 1924 | Chinezul | 2 – 0 | SG Arad | Timișoara |
| 27 iulie 1924 |          |       |         | Timișoara |

| 27 iulie 1924 | Jahn Cernăuți | 3 – 0 neprezentare | Brașovia Brașov |  |
| 27 iulie 1924 |               |                    |                 |  |

### Semifinale
| 3 august 1924 | CA Oradea | 1 – 0 | Jahn Cernăuți | Oradea |
| 3 august 1924 |           |       |               | Oradea |

| 10 august 1924 | Chinezul | 9 – 0 | Mureșul Târgu Mureș | Timișoara |
| 10 august 1924 |          |       |                     | Timișoara |

### Finala
| 17 august 1924 | Chinezul                                             | 4 – 1 | CA Oradea  | Arad Arbitru: Alexandru Buznă (Brașov) |
| 17 august 1924 | Semler 4' Frech II 30' Tanzer 83' Hoksary 85' (pen.) |       | Ronnay 44' | Arad Arbitru: Alexandru Buznă (Brașov) |

| Câștigătorii Campionatului Național ediția 1923/1924 |
| ---------------------------------------------------- |
| Chinezul Timișoara Al 3-lea Titlu                    |